# Марий Секундус
Марий Секундус (на латински: Marius Secundus) е политик на Римската империя през началото на 3 век. Произлиза от фамилията Марии.
Той е управител на Финикия и Египет при император Макрин (управлявал 8 април 217 – юни 218). По време на битките с Елагабал е убит (218 г.).